# Bicentenaria
Bicentenaria là một chi khủng long, được Novas Ezcurra Agnolín Pol & Ortíz mô tả khoa học năm 2012.